# Primatech Paper Company
Primatech Paper Company is een fictief bedrijf uit de Amerikaanse televisieserie Heroes.

## Geschiedenis
Het papierbedrijf komt voor het eerst in de serie in "Nothing to hide" wanneer het voorgesteld wordt als de uitvalsbasis van Mr. Bennet in Texas. Sommige afdelingen van het bedrijf zijn wel degelijk onderdak voor een geheime organisatie die bekendstaat als 'The Company'.
Primatech heeft verschillende mensen met superkrachten gekidnapt. Eden McCain bracht de schilder Isaac Mendez in de hoop dat zijn schilderijen kunnen helpen om het leven van de dochter van Mr. Bennet veilig te stellen. Hierdoor zijn ze in staat Sylar gevangen te nemen. Andere mensen die ontvoerd werden zijn Ted Sprague en Matt Parkman.

### Werknemers
Er zijn verschillende mensen die voor 'The Company' werken: Eden McCain, de Haïtiaan, Candice Wilmer en Hank en Lisa.

### Controle
De hogere structuren (dus boven Mr. Bennet) zijn redelijk wazig. We weten dat Noah onder Thompson staat en er zijn aanwijzingen dat Kaito Nakamura ook in 'The Company' betrokken is. We weten dat Mr. Linderman aan het hoofd staat van deze organisatie.

## Heroes 360
NBC heeft een website opgericht die volledig draait rond Primatech. Dankzij Hana Gitelman kunnen wij deze website ook bezoeken en hier zelfs nieuwigheden uithalen.

## Trivia
- 'The Company' kreeg als alias OWI (Organization Without Initials - Organisatie zonder Initialen) door Heroes-fans. Deze acronym werd door de cast van Heroes geadopteerd.